# Choerades ivorina
Choerades ivorina là một loài ruồi trong họ Asilidae. Choerades ivorina được Oldroyd miêu tả năm 1968.